# Lijst van nummer 1-hits in Frankrijk in 2019
Deze hits stonden in 2019 op nummer 1 in de SNEP Single Top 200, de bekendste hitlijst in Frankrijk.
| Datum        | Artiest                    | Titel           |
| ------------ | -------------------------- | --------------- |
| 4 januari    | Angèle & Roméo Elvis       | Tout oublier    |
| 11 januari   | Angèle & Roméo Elvis       | Tout oublier    |
| 18 januari   | Bramsito & Booba           | Sale Mood       |
| 25 januari   | Eva ft. Lartiste           | On Fleek        |
| 1 februari   | Booba                      | PGP             |
| 8 februari   | Heuss l'Enfoiré & Sofiane  | Khapta          |
| 15 februari  | Heuss l'Enfoiré & Sofiane  | Khapta          |
| 22 februari  | Heuss l'Enfoiré & Sofiane  | Khapta          |
| 1 maart      | Ninho                      | Goutte d'eau    |
| 8 maart      | Ninho                      | Goutte d'eau    |
| 15 maart     | Ninho                      | Goutte d'eau    |
| 22 maart     | Ninho                      | Goutte d'eau    |
| 29 maart     | PNL                        | Au DD           |
| 5 april      | PNL                        | Au DD           |
| 12 april     | PNL                        | Au DD           |
| 19 april     | PNL                        | Au DD           |
| 26 april     | PNL                        | Au DD           |
| 3 mei        | PNL                        | Au DD           |
| 10 mei       | PNL                        | Au DD           |
| 17 mei       | Niska & Booba              | Médicament      |
| 24 mei       | Booba                      | Arc-en-ciel     |
| 31 mei       | Lil Nas X                  | Old Town Road   |
| 7 juni       | Lil Nas X                  | Old Town Road   |
| 14 juni      | Nekfeu & Damso             | Tricheur        |
| 21 juni      | Nekfeu & Damso             | Tricheur        |
| 28 juni      | Lil Nas X                  | Old Town Road   |
| 5 juli       | Lil Nas X                  | Old Town Road   |
| 12 juli      | Lil Nas X                  | Old Town Road   |
| 19 juli      | Lil Nas X                  | Old Town Road   |
| 26 juli      | Lil Nas X                  | Old Town Road   |
| 2 augustus   | DJ Snake & J Balvin & Tyga | Loco Contigo    |
| 9 augustus   | Lil Nas X                  | Old Town Road   |
| 16 augustus  | Moha La Squale             | Ma belle        |
| 23 augustus  | Moha La Squale             | Ma belle        |
| 30 augustus  | Moha La Squale             | Ma belle        |
| 6 september  | Moha La Squale             | Ma belle        |
| 13 september | Niska & Ninho              | Méchant         |
| 20 september | PLK                        | Un peu de haine |
| 27 september | Gambi                      | Hé oh           |
| 4 oktober    | Gambi                      | Hé oh           |
| 11 oktober   | Gambi                      | Popopop         |
| 18 oktober   | Gambi                      | Popopop         |
| 25 oktober   | Gambi                      | Popopop         |
| 1 november   | Gambi                      | Popopop         |
| 8 november   | Gambi                      | Popopop         |
| 15 november  | Tones and I                | Dance Monkey    |
| 22 november  | Tones and I                | Dance Monkey    |
| 29 november  | Gradur & Heuss l'Enfoiré   | Ne reviens pas  |
| 6 december   | Gradur & Heuss l'Enfoiré   | Ne reviens pas  |
| 13 december  | Gradur & Heuss l'Enfoiré   | Ne reviens pas  |
| 20 december  | Gradur & Heuss l'Enfoiré   | Ne reviens pas  |
| 27 december  | Gradur & Heuss l'Enfoiré   | Ne reviens pas  |